# ブランシュ・ダルトワ
ブランシュ・ダルトワ（仏：Blanche d'Artois, 1248年 - 1302年5月2日）は、ナバラ王エンリケ（アンリ）1世の王妃。後にイングランド王エドワード1世の弟エドマンドと再婚した。スペイン語名はブランカ・デ・アルトワ（Blanca de Artois）、英語名はブランチ・オブ・アルトワ（Blanche of Artois）。父はフランス王ルイ9世の弟アルトワ伯ロベール1世、母はブラバント公アンリ2世の娘マティルド。フランス王フィリップ3世およびその2人目の王妃マリー・ド・ブラバンにとって共通の従姉妹にあたる。

## 生涯
1269年にエンリケ1世と結婚し、1男1女をもうけたが、男子は夭逝した。
- テオバルド（ティボー） - 夭逝
- フアナ（ジャンヌ、1271年頃 - 1305年） - ナバラ女王

エンリケが1274年に死去し、娘フアナが王位を継承すると、ブランシュは摂政となった。ブランシュはフランス王フィリップ3世に庇護を求め、フアナはフィリップ3世の息子フィリップ4世と結婚し、カペー朝末期におけるナバラとフランスの同君連合が成立することになる。
一方、ブランシュは1276年にイングランド王族である初代ランカスター伯エドマンドと再婚した。エドマンドも1274年に最初の妻を亡くし、子供もいなかった。ブランシュはエドマンドとの間に3男1女をもうけた。
- トマス（1278年頃 - 1322年） - 第2代ランカスター伯
- ヘンリー（1281年 - 1345年） - 第3代ランカスター伯
- ジョン（1282年頃 - 1327年）
- メアリー（1284年頃 - 1289年）